# Darren Ferguson
Darren Ferguson (Glasgow, 9 februari 1972) is een Schots voetbalcoach en voormalig voetballer. Als speler was hij actief bij onder andere Manchester United, Wolverhampton Wanderers, Sparta Rotterdam en Wrexham.
Darren Ferguson is een zoon van Alex Ferguson, die van 1986 tot 2013 trainer was van Manchester United.

## Biografie
Onder leiding van zijn vader, Sir Alex Ferguson, debuteert Darren Ferguson in 1990 bij Manchester United. Hij kwam 27 keer uit voor de Engelse topclub, maar wist echter niet te scoren. In 1994 werd hij voor £250,000 verkocht aan Wolverhampton Wanderers FC. Hier speelde hij 117 wedstrijden. In de tussentijd werd hij ook gehuurd door Chelsea, waar hij echter nauwelijks aan spelen toe kwam.
In 1999 werd Ferguson verhuurd aan Sparta Rotterdam. In een wedstrijd tegen FC Utrecht, op 14 februari 1999, maakte hij zijn eredivisiedebuut. Uiteindelijk speelde Ferguson 20 keer in het shirt van Sparta, waarvan veertien in de Eredivisie en zes in de nacompetitie. Hij wist hierin eenmaal het doel te vinden. In de zomer van 1999 vertrok Ferguson naar Wrexham, waar hij in zo'n zeven jaar tijd bijna 300 wedstrijden zou spelen.
Op 20 januari 2007 trad Ferguson in de voetsporen van zijn vader. De middenvelder werd aangesteld als speler-coach van Peterborough United, in de League Two in Engeland. In 2007/08 werd hij tweede en promoveerde naar de League One. Hierop besloot hij te stoppen met voetbal en zich alleen nog maar bezig te houden met het coachen van de ploeg. Het seizoen daarop werd hij weer tweede met de club en promoveerde naar de Championship. Op 10 november 2009 werd Ferguson, door slechte resultaten, ontslagen bij deze club. Ferguson stond in de Championship met Peterborough United na zestien wedstrijden onderaan. Zijn laatste wedstrijd was tegen Newcastle United, waar met 3-1 werd verloren.
In januari 2010 werd hij aangesteld als coach van Preston North End. Het lukte hem om Preston van de degradatie te behoeden. In seizoen 2010/11 vertoefde hij met Preston met de winterstop in zicht in degradatiegevaar. Op 29 december werd hij afgedankt. In januari 2011 keerde hij terug naar Peterborough United, waarmee hij naar de Championship promoveerde.

## Clubstatistieken
Als speler
| Seizoen   | Club                    | Wedstrijden | Doelpunten | Competitie                                           |
| --------- | ----------------------- | ----------- | ---------- | ---------------------------------------------------- |
| 1990-1994 | Manchester United       | 27          | 0          | Premier League                                       |
| 1994-1999 | Wolverhampton Wanderers | 117         | 4          | Football League Championship                         |
| 1999-1999 | Sparta Rotterdam        | 14          | 1          | Eredivisie                                           |
| 1999-2007 | Wrexham AFC             | 297         | 24         | Football League One (tot 2005) / Football League Two |
| 2007-2008 | Peterborough United     | -           | -          | Football League Two                                  |
| Totaal    | Totaal                  | 455         | 29         | 29                                                   |

Als trainer
| Periode   | Club                | Land     | Competitie                   | #   | Functie        |
| --------- | ------------------- | -------- | ---------------------------- | --- | -------------- |
| 2006-2007 | Peterborough United | Engeland | Football League Two          | 10e | Speler-Trainer |
| 2007-2008 | Peterborough United | Engeland | Football League Two          | 2e  | Speler-Trainer |
| 2008-2009 | Peterborough United | Engeland | Football League One          | 2e  | Trainer        |
| 2009-2010 | Peterborough United | Engeland | Football League Championship | /   | Trainer        |
| 2009-2010 | Preston North End   | Engeland | Football League Championship | 17e | Trainer        |
| 2010-2011 | Preston North End   | Engeland | Football League Championship | /   | Trainer        |
| 2010-2011 | Peterborough United | Engeland | Football League One          | 4e  | Trainer        |